# Długopole-Zdrój

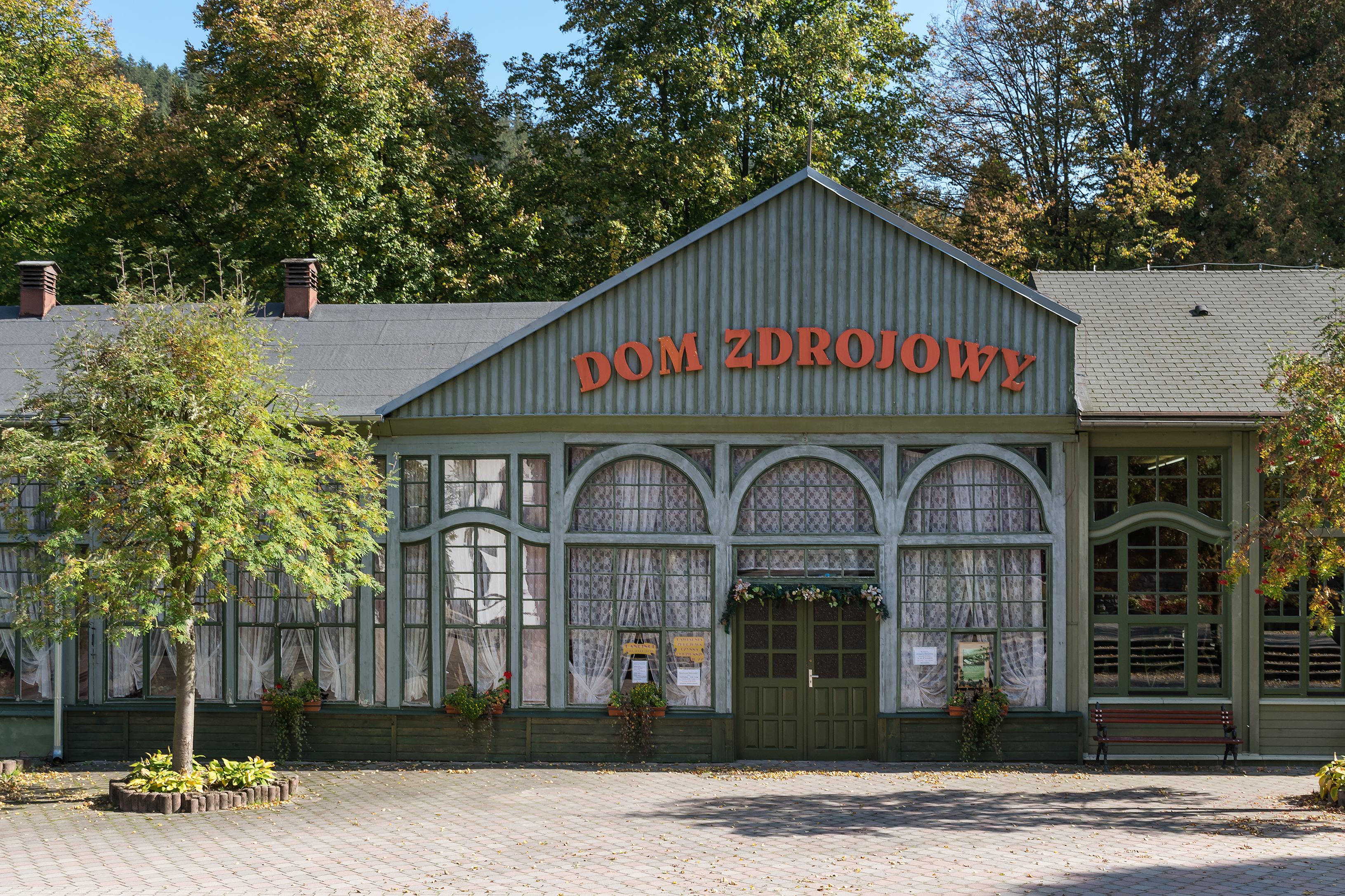
Kurhaus und Wandelhalle

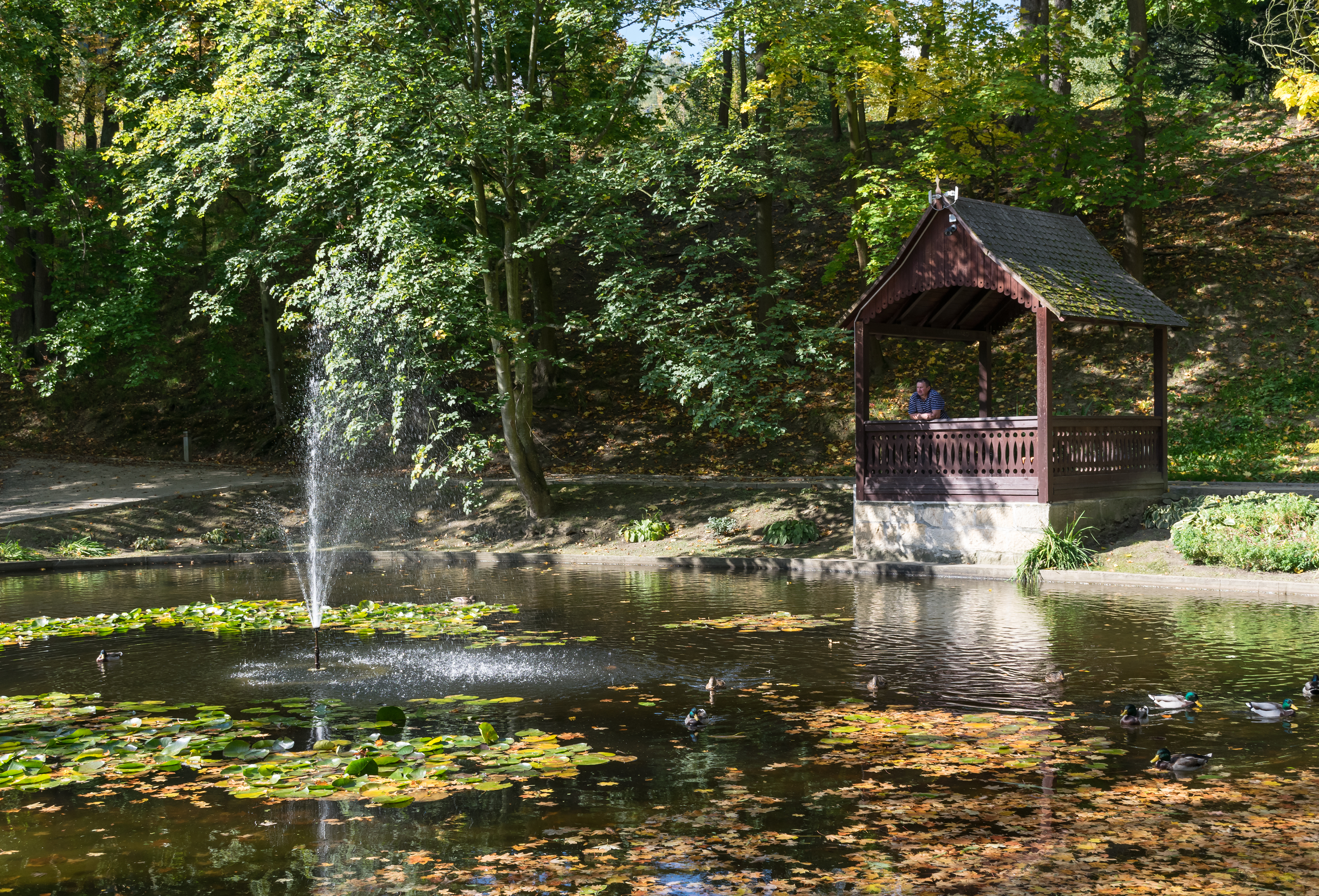
Partie im Kurpark

Długopole-Zdrój (deutsch: Bad Langenau) ist ein kleiner Kurort in der Stadt- und Landgemeinde Bystrzyca Kłodzka im Powiat Kłodzki der Woiwodschaft Niederschlesien in Polen. Es liegt sieben Kilometer südlich von Bystrzyca Kłodzka (Habelschwerdt).

## Geographie
Długopole-Zdrój liegt im Süden des Glatzer Kessels. Seine Lage im Tal der Glatzer Neiße (polnisch Nysa Kłodzka) am Rand des Habelschwerdter Gebirges bietet ein gesundes Klima und eine erholsame Landschaft. Es liegt etwa in der Mitte zwischen den Dörfern Długopole Górne (Oberlangenau) und Długopole Dolne (Niederlangenau).

## Geschichte
Bad Langenau war bis 1945 ein Ortsteil von Niederlangenau, das bereits im 14. Jahrhundert bekannt war. Die erste Mineralquelle von Bad Langenau wurde beim Bau eines Alaunwerkes 1563 entdeckt, ein Kurbadebetrieb begann jedoch erst 1802. 1876 wurde eine zweite Quelle gefunden und 1909 eine dritte erbohrt. Die kohlensäurehaltigen Quellen enthalten auch Thorium und Radium. Sie werden als Trink- und Badekuren bei Herz- und Gefäßerkrankungen sowie bei Nervenleiden verordnet. Das ebenfalls radiumhaltige Moor hat sich zur Behandlung von Rheuma und Gicht bewährt.
Das Gebiet des späteren Bades befand sich bis 1839 im Eigentum der Stadt Habelschwerdt und war danach bis 1945 stets in Privatbesitz. Die häufigen Besitzerwechsel waren für seine wirtschaftliche Entwicklung nachteilig, so dass es die Bekanntheit und Größe der anderen Glatzer Bäder (Altheide, Landeck, Kudowa, Reinerz) nicht erreichen konnte.
Als Folge des Zweiten Weltkriegs fiel Bad Langenau 1945 – wie fast ganz Schlesien – an Polen und wurde zunächst in Dłużewo und 1946 in Długopole-Zdrój umbenannt. Die deutsche Bevölkerung wurde 1946 vertrieben. Die neu angesiedelten Bewohner waren zum Teil Vertriebene aus Ostpolen, das an die Sowjetunion gefallen war. 1975 bis 1998 gehörte Długopole-Zdrój zur Woiwodschaft Wałbrzych (Waldenburg).

## Sehenswürdigkeiten
- Kurpark mit altem Baumbestand
- Kur- und Badehaus sowie Wandelhalle

## Persönlichkeiten
- Eberhard von Lücken (1864–1925), Jurist und Landrat